# Clé (outil)
Pour les articles homonymes, voir clé.
Une clé ou clef  est le nom lexical donné en mécanique à des outils, généralement en matière rigide (métal, céramique etc.) et tenus à main, au moyen desquels un opérateur serre ou desserre, visse ou dévisse, maintient ou enlève, monte ou démonte diverses pièces de montage, à commencer par des boulons, écrous, vis, chevilles, voire essaie de maintenir en place ou d'ôter des pièces de mécanisme parfois entier. L'application d'une clé, très souvent un moment mécanique générant un mouvement de rotation, permet aussi d'ouvrir ou fermer un mécanisme, de le régler, de l'actionner, de l'arrêter, par exemple de tendre ou détendre un ressort ou les cordes d'un instrument.

## Dimension pratique
Le mot employé seul est rare ou dénote une ignorance mécanique, l'opérateur mécanicien précise toujours la nature ou le type, en particulier la collection de clés, c'est-à-dire le jeu de clés dont il se sert. S'il mentionne une clef de douze, il indique le module ou calibre de 12 millimètres caractéristique de l'opération tacite de manipulation. Une précision parfois inhérente à la maniabilité est nécessaire car il peut s'agir dans ce cas d'une clef à ouverture fixe, clef plate à fourche ou clef à pipe, clef plate double droite ou en S, clef à douille, clef à œil, clef à ergots.
La variété de ces termes qualificatifs, souvent cumulés, est grande :  clé de montage, clé mixte de serrage (des écrous), clé à mâchoire, clé pour vis à six pans creux ou clé Allen, clé polygonale, clé de ressort, clé à deux pièces pour tube, clef de robinet, clef à bougies des moteurs, clef d'accordeur (de piano), clef à béquille, clé en T, clé courbe à rallonge etc..
Concernant les montages spécifiques de l'industrie, la connaissance des couples de serrage et des positions et états des pièces associées était souvent capitale, d'où l'usage précoce de clé dynamométrique ou de divers capteurs de contrôle ou de pression. La technologie de "montage sous tension" avec son lot de contrôles particuliers impose ainsi une autre instrumentation, qui relègue bien souvent les outils manuels au glorieux passé de l'art mécanique industriel.

## Présentation de différentes clés
Nous présentons d'abord les clefs à calibre déterminé, puis les clefs à ouverture variables, comme la clé anglaise ou la clé à molette.

### Clé à fourche, couramment appelée clé plate

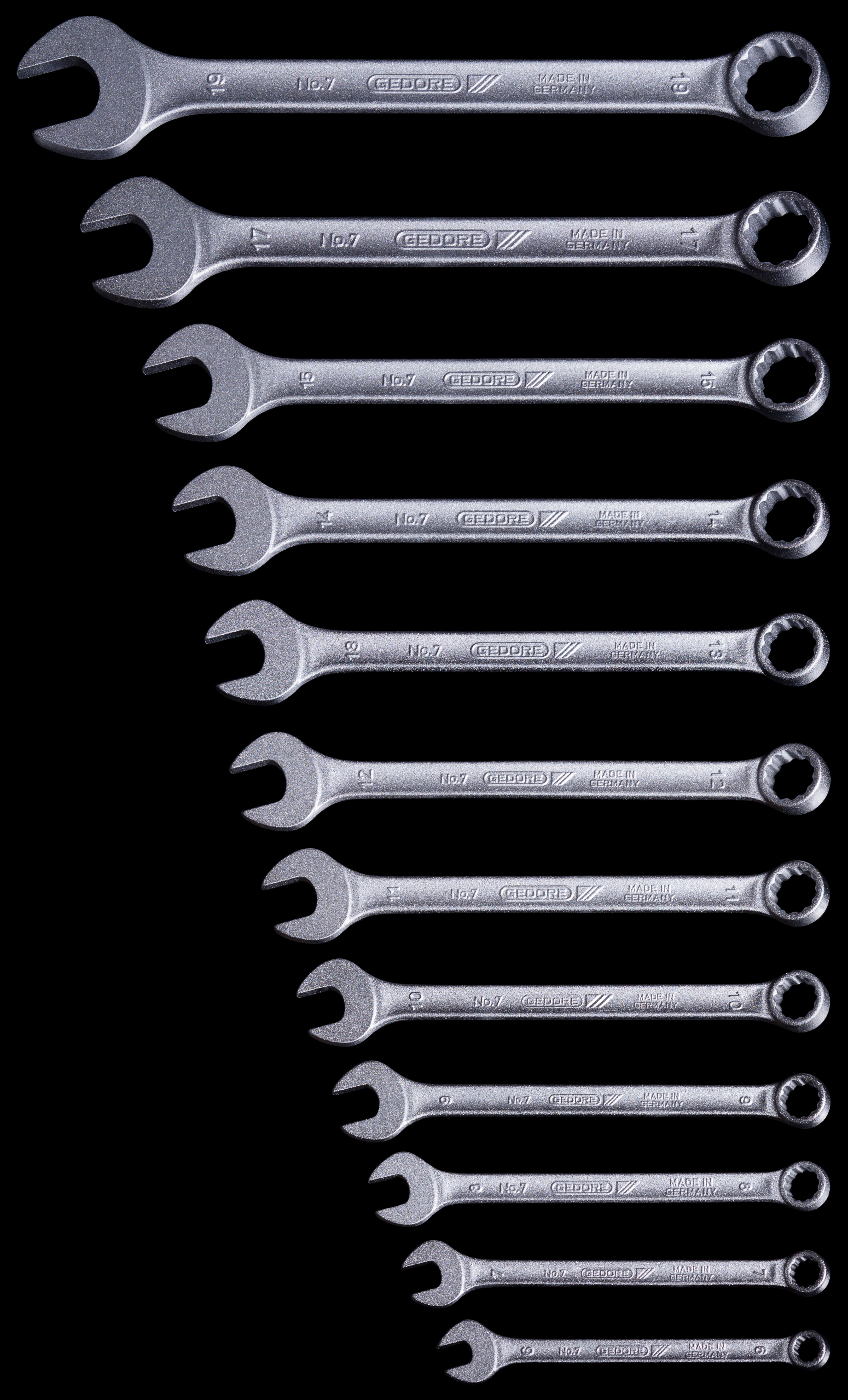
Clés mixtes à œil et fourche (plate).

Ce type de clé est utilisé pour les écrous, les vis à tête hexagonale ou carrée. L'angle entre la fourche et le manche est généralement de 15° (ou 75° pour certains modèles).
Elle est nommée plate pour la configuration plate de la tête sans renfort. Une clé plate a généralement deux extrémités d'ouvertures différentes. Un seul outil suffit alors pour deux dimensions (Par exemple, une clé de 10/11 remplacera une clé de 10 et une de 11).
Certains fabricants ont développé des clés plates ayant un profil permettant comme avec une clé à cliquet de serrer ou desserrer (en retournant la clé) en faisant un mouvement de va-et-vient sans avoir à enlever la clé de l'écrou.
La clé à broche est un type particulier de clé plate n'ayant une fourche qu'à une extrémité, l'autre finissant en une pointe appelée broche, elles sont spécifiques des monteurs de charpente métallique. La broche permet de centrer les trous de pièces métalliques superposées.
Elles sont en général forgées à partir d'acier au chrome-vanadium.

### Clé à mâchoire de crocodile
Les robustes clés à mâchoire(s) de crocodile, dites clés américaines, présentaient des mâchoires ouvertes en forme de V avec à l'intérieur, des rainures plus ou moins grossières. Utiles en réparation automobile, elles peuvent une fois les mâchoires encastrées ou plaquées sur les bords d'un tube ou d'un écrou, souvent difficile d'accès, jouer par appui le rôle de pince de serrage. Comme les arêtes des écrous s'épaulent sur les crans de la mâchoire, le serrage ne s'opère correctement que dans un seul sens, l'autre sens de rotation abîmant l'écrou.

### Clé à œil
Ce type de clé est le plus courant en version « mixte » avec une clé plate d'un côté, et une clé à œil de l'autre.
L'œil de la clé s'appuie sur les six côtés (version à six pans ou profil spécial) ou coins (version à douze pans) de l'hexagone, offrant une meilleure prise. L'usure et le risque de déformation de la clef sont limités. Par ailleurs, on diminue le risque de riper sur l'hexagone.
La version à douze pans permet de visser par douzième de tour, c'est utile quand l'espace autour de l'écrou limite l'angle de reprise de la clé.
La clé contre-coudée est à deux ouvertures différentes, avec un œil décalé en hauteur par rapport au manche.

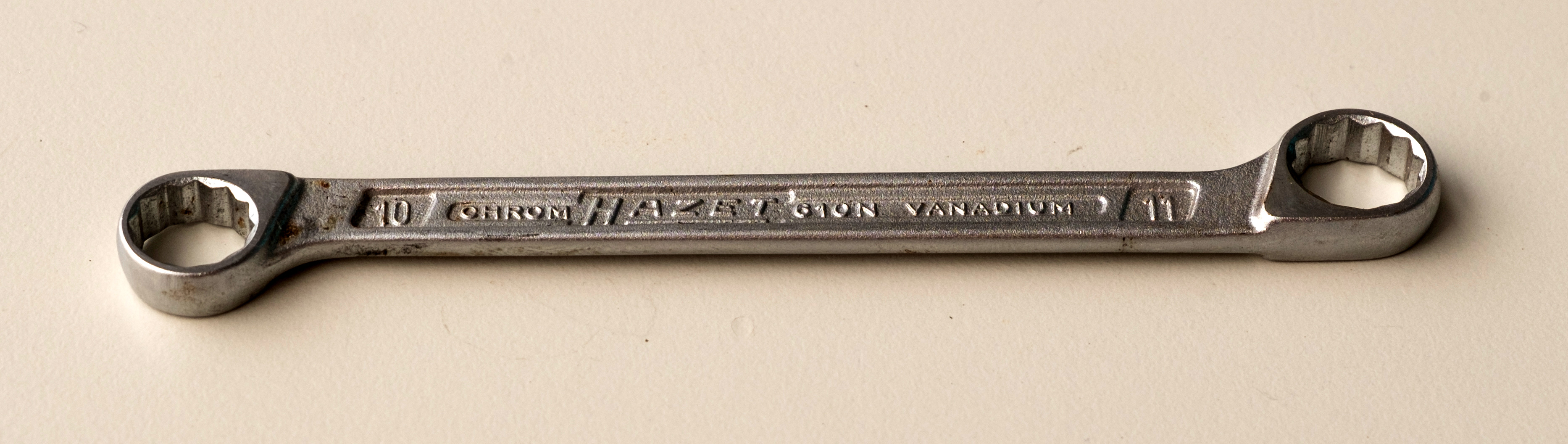
Clé à Œil.

La clé à tête fendue est une clé à œil avec une ouverture permettant le passage d'une tige, elles sont toujours à douze pans.
Le « profil OGV » est un profil de clé à œil développé par la société Facom, et qui dirige la force contre les pans de l'écrou et non sur les angles.

### Clé à pipe

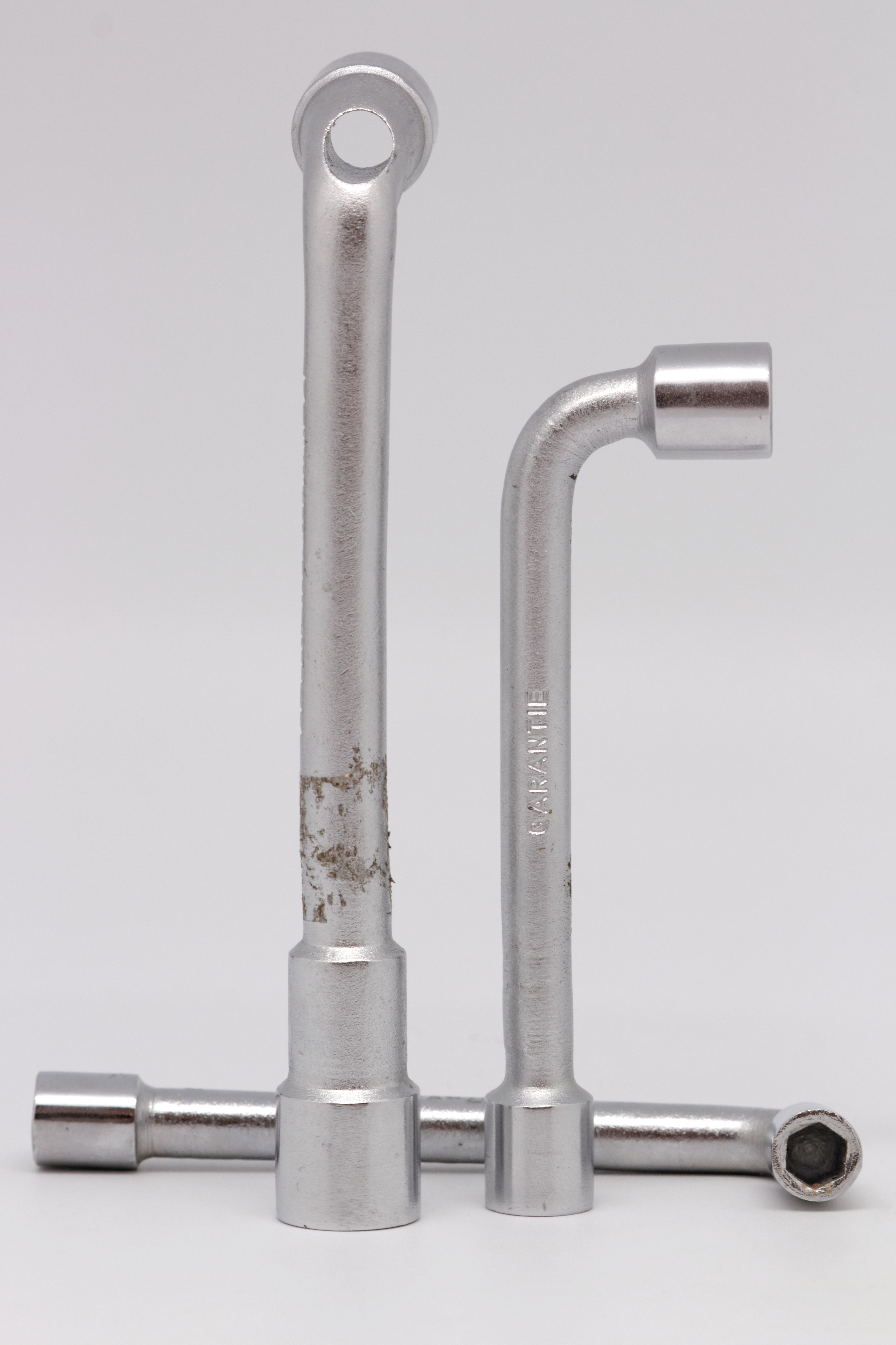
Clés à pipe.

Tout comme la clé à œil, la clé à pipe offre une prise sur les six pans ou angles de l'hexagone d'un écrou ou d'une vis.
Nommée ainsi à cause de sa forme évoquant une pipe-à-fumer, elle est pliée à un angle droit à ¼ de sa longueur. Le côté le plus long est le plus souvent utilisé comme manche de l'outil, sur lequel l'effort est exercé. Les extrémités sont constituées d'une correspondance femelle du profil hexagonal de la tête de vis, à six pans, douze pans ou profil spécial. L'outil peut donc servir de l'une ou l'autre de ses extrémités, selon l'accessibilité.
La clé à pipe « débouchée » permet l'accès à un écrou sur une tige filetée trop longue, en la laissant traverser l'outil, dans le cas où une clé à pipe ordinaire ne permettrait pas d'accéder au point de serrage.
Au Québec, cet outil est aussi connu sous le nom de « barre-à-jack ».

#### Courte histoire de la clé à six pans
La clé à pipe ou à six pans, en version femelle ou mâle - lire infra-, est diffusée très rapidement au cours des années vingt, grâce à l'industrie de la bicyclette et de l'automobile en croissance. La société Unbrako aux États-Unis et en Grande-Bretagne invente en 1920 une vis et une clé à tête hexagonale qui deviennent populaires dans les pays anglo-saxons. En Italie, l'inventeur Egidio Brugola fabrique au même moment à Lissone une pièce de fixation hexagonale, qu'il commercialise en 1926 après avoir créé son entreprise Officine Egidio Brugola (OEB), ce qui fait qu'une "clef à six pans" ou encore une petite clef mécanique se nomment trivialement "brugola" en italien. En 1943, la société américaine Allen Manufacturing dépose sa marque, vite associée par le succès des productions à la "clé à pipe" dans les pays anglo-saxons. 
Cet outil simple et solide, aux deux extrémités utiles, est de taille parfois très réduite en version mâle. Celle-ci est constituée d'un seul morceau de métal moulé, à la coupe transversale hexagonale, doté d'un coude incliné à 90° aux trois quarts de sa longueur environ. Le montage de meubles en kit lui a assuré une énorme popularité après les années cinquante.

### Clé mâle
La clé « Allen », « BTR » ou clé « Inbus » en (Suisse romande), la plus courante des « clés mâles », ou « clef pour tête à six pans creux » est une version mâle de la clé à pipe. Elle n'opère que sur les vis conçues à cet effet, celles dont une empreinte hexagonale (femelle) est frappée dans le haut de la vis. Une telle vis peut donc être sans tête.
La clé mâle peut avoir une empreinte Torx ou XZN (en), le modèle à empreinte plate ou cruciforme est le plus souvent appelé tournevis coudé.

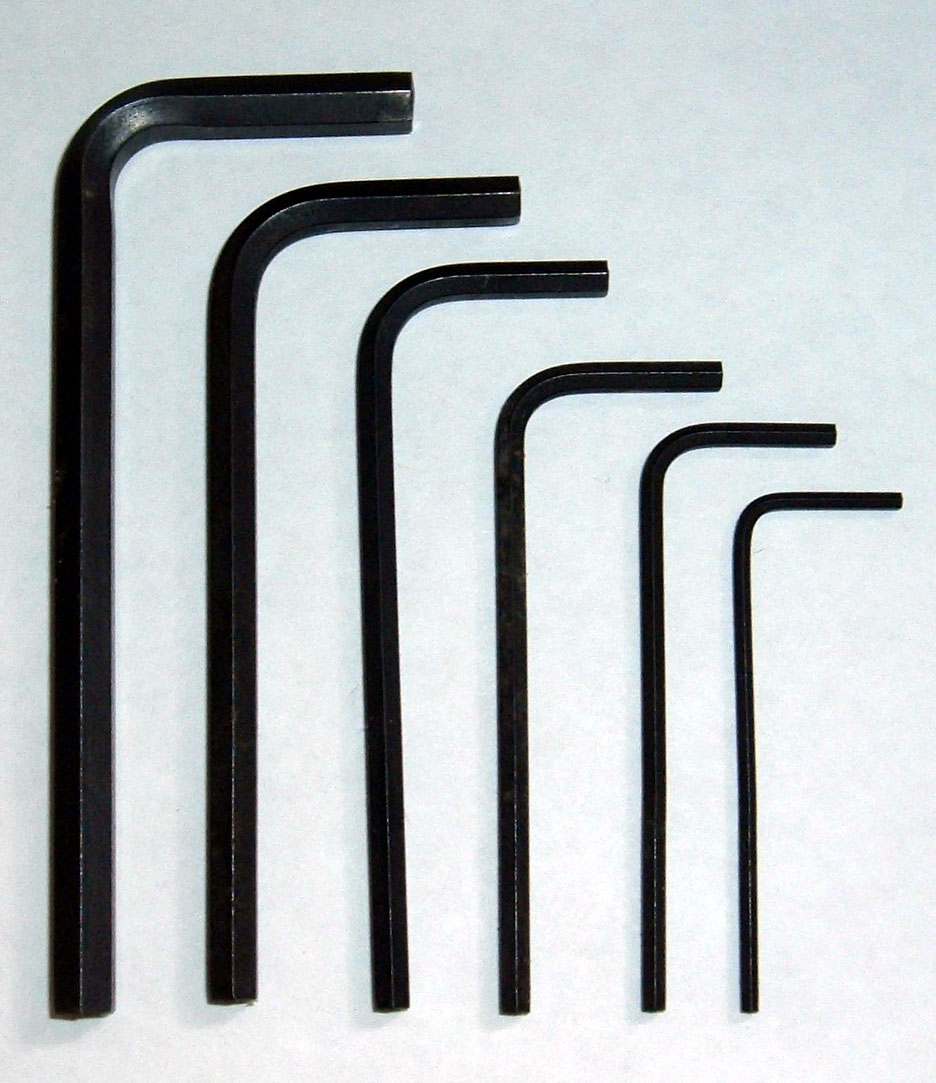
Un jeu de clés « Allen ».
Assortiment de vis à six pans creux.

### Clé à tube

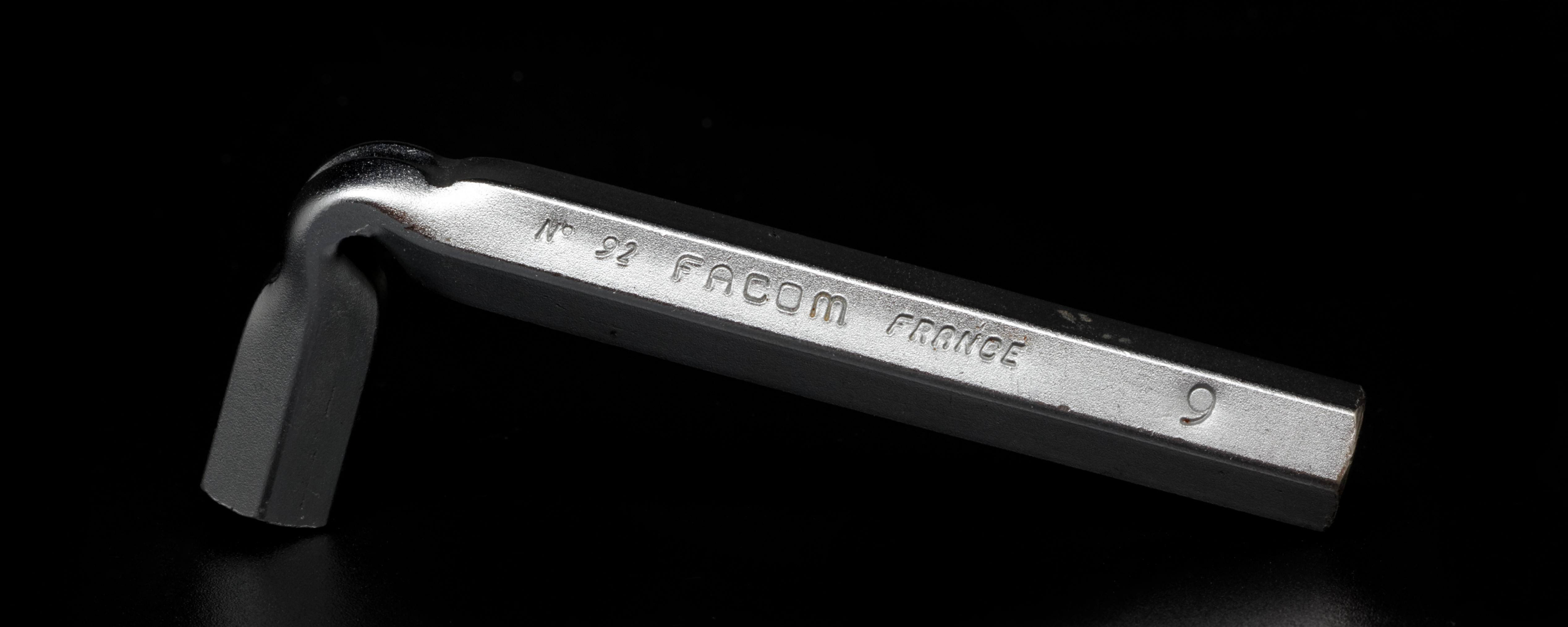
Clé à tube.

La clé à tube est une réalisation simplifiée de la clé à pipe, où un morceau de tuyau métallique de profil hexagonal est plié à un angle droit. Elle est parfois nommée « en tube » pour la distinguer de la clé à griffe qui sert sur les tubes.
Un autre type de clé à tube est rectiligne, afin de pouvoir visser dans des endroits délicats d'accès sur une longue tige filetée (exemple : pour visser un robinet par-dessous un évier).

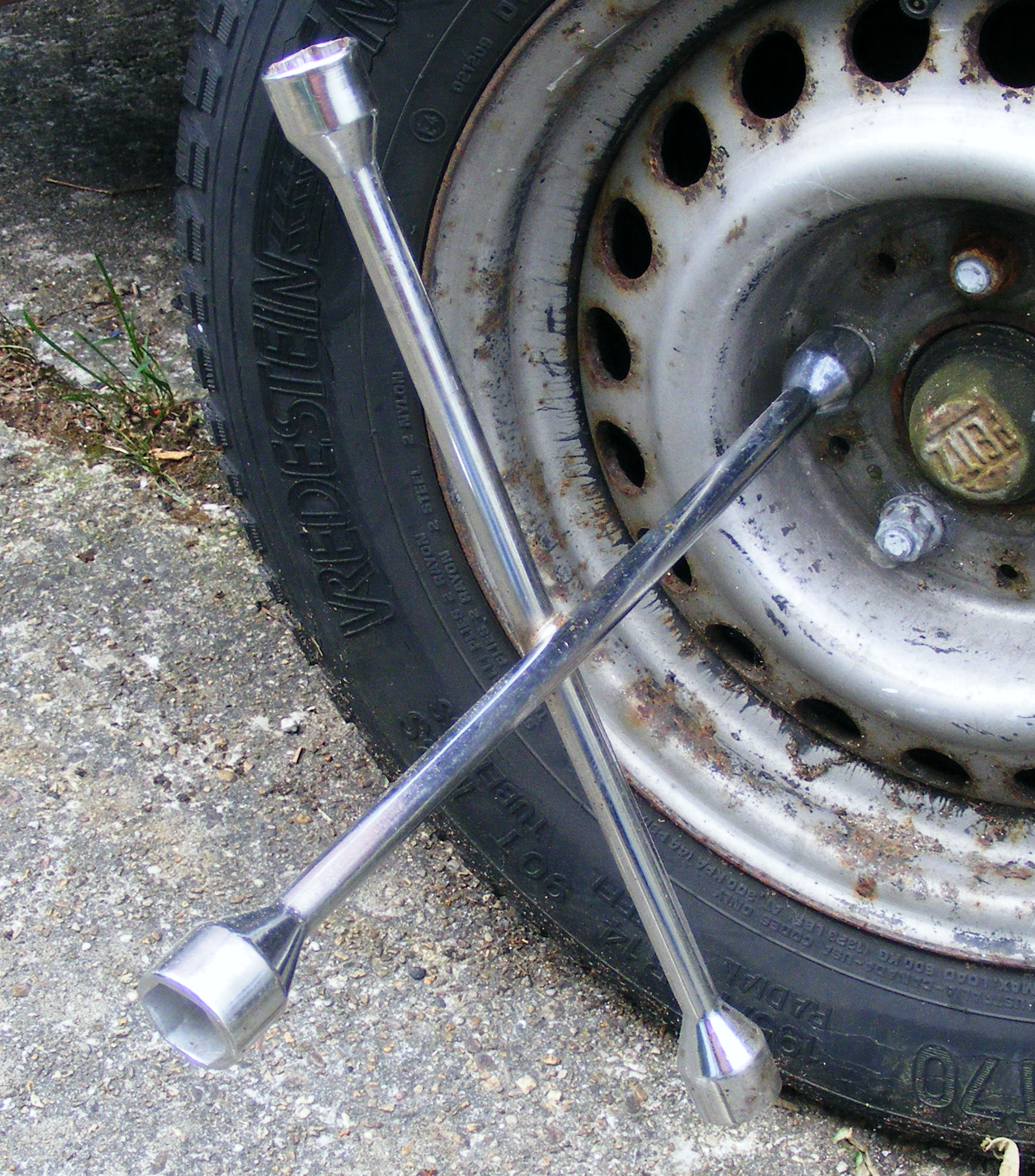
Une clef en croix.

### Clé en croix
La clé en croix, souvent simplement appelée « croix » ou « croisillon », est un outil composé de quatre clés en tube, utilisé pour le serrage et le desserrage des écrous de roues d'automobile. La longueur des bras permet un couple de serrage/desserrage appréciable. Parfois une des extrémités comporte un embout de clé à douille (voir ci-dessus) au lieu d'une clé en tube.

### Clé à cliquet

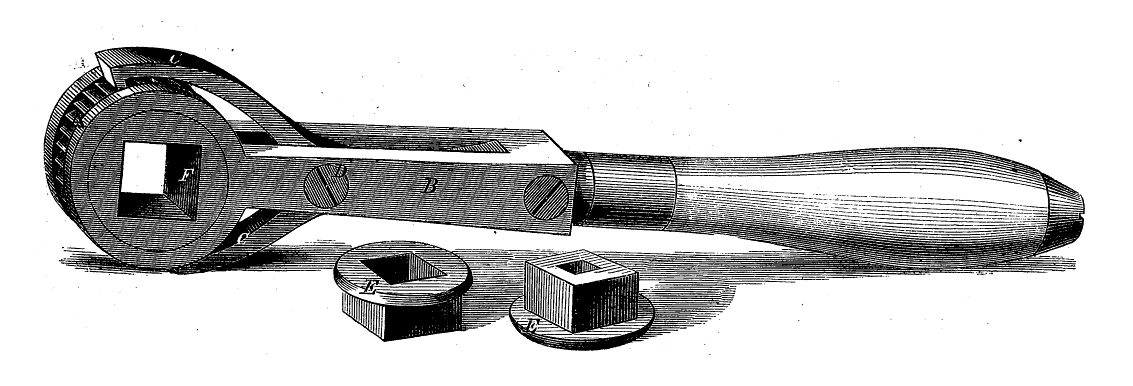
La clé brevetée par l'Américain J. J. Richardson en 1863.

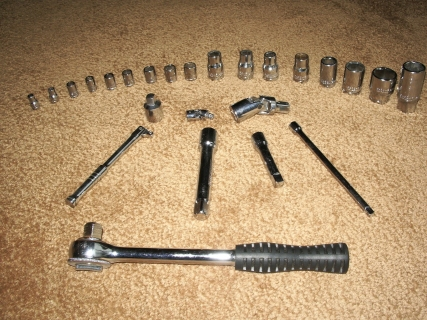
Une clé à cliquet, au premier plan, suivie d'extensions et d'accessoires (adaptateur, cardans), puis au fond, un jeu de douilles.

La clé à cliquet, ou « clé à douilles », « ratchet », ou « racagnac » (belgicisme) est le fruit d'une modernisation progressive de la clé à pipe, elle autorise des serrages ou desserrages rapides et aisés, quasiment sans effort de couple comparativement à une clef plate standard, à la main, des éléments de fixation (boulons, écrous, etc.). Son manche autorise la reprise de l'outil à sa position de départ sans avoir à ôter momentanément l'outil de la vis ou de l'écrou, grâce à un cliquet situé entre le manche et le carré d'entraînement de l'outil, qui les désolidarise temporairement. De plus, l'embout de l'outil, la douille, est amovible, et peut donc être remplacé par un autre d'une taille différente pour une autre vis ou un autre écrou. Ceci évite la nécessité d'avoir un cliquet (mécanisme encombrant, lourd et onéreux) pour chaque taille de tête de vis.

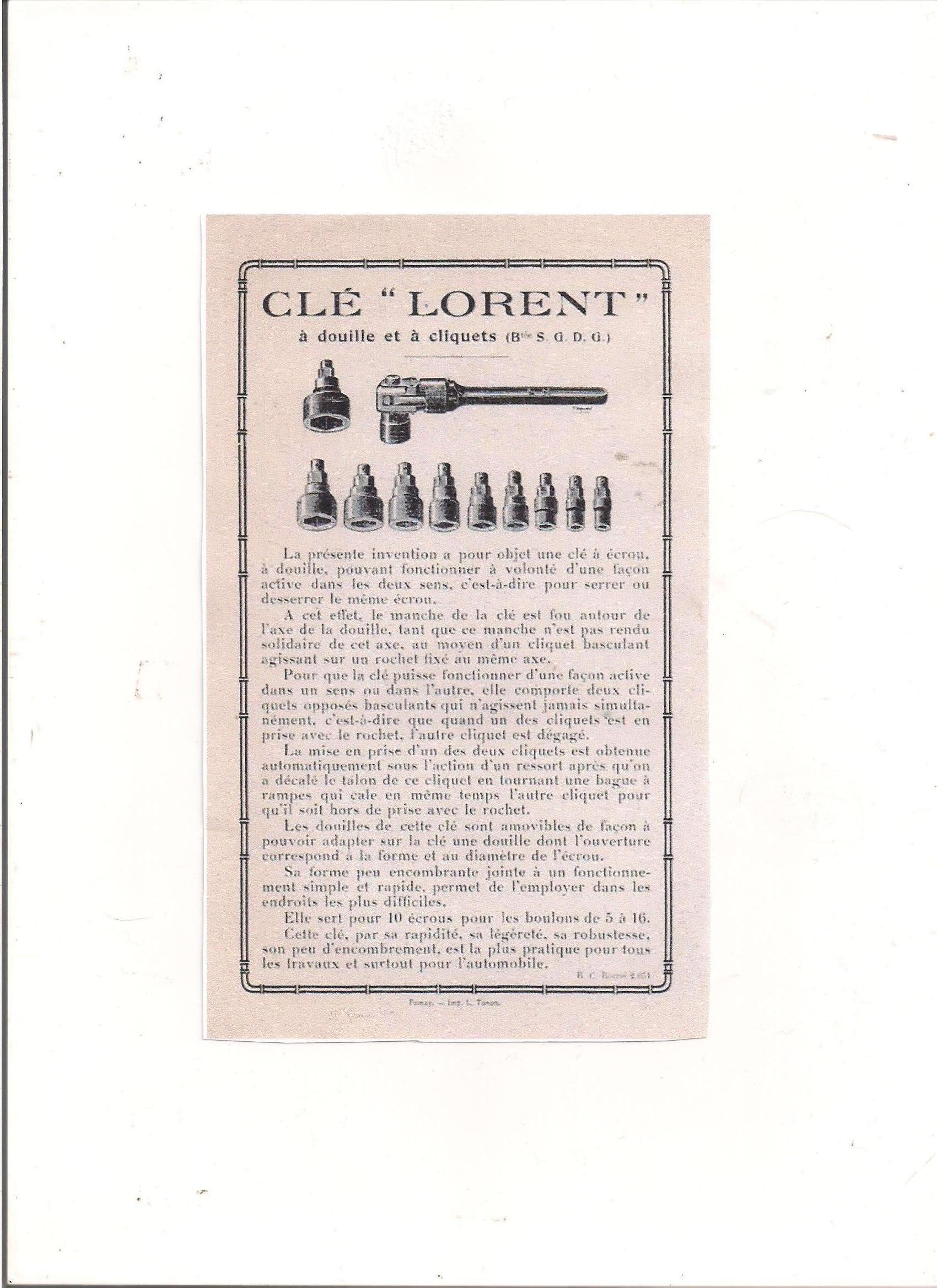

Cet outil, nommé clé à cliquet ou socket wrench, est breveté dans son principe élémentaire par J. J. Richardson aux États-Unis le 18 juin 1863.

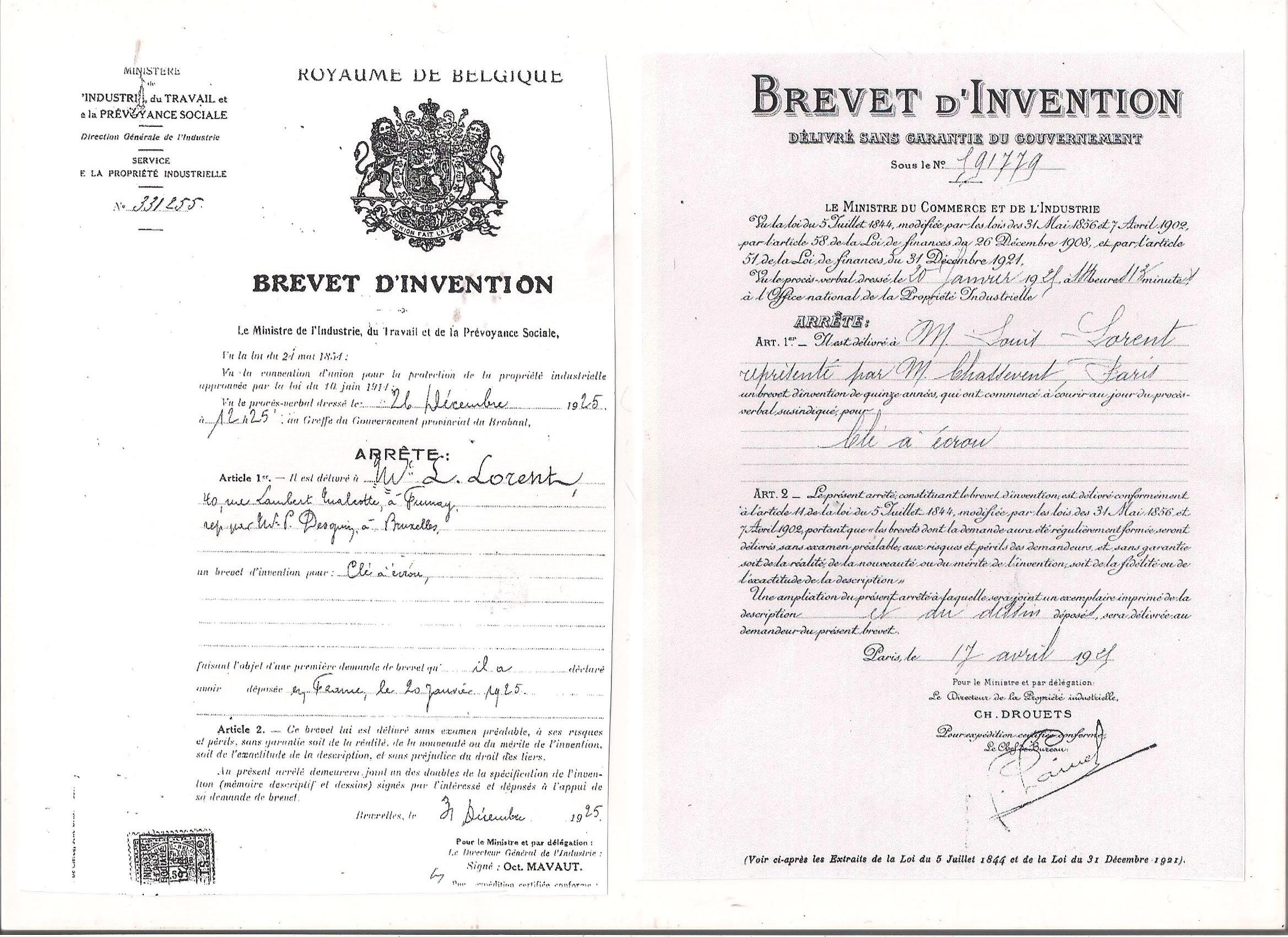

La clé à écrou, clé à douille et à cliquet Lorent, inventé par Louis Lorent à Fumay dans les Ardennes françaises, est connue par un premier brevet déposé le 17 avril 1921 en France et un second le 31 décembre 1925 en Belgique. Il existe d'autres brevets de clés à douille, principalement au cours de l'entre-deux-guerres, avec différents jeux de clés à douilles, caractérisés par différentes têtes, raccords ou adaptateurs.
La douille est un cylindre alésé à un bout en profil d'hexagone (six pans) ou douze pans pour épouser la forme de la tête de vis ou de l'écrou ; et du côté opposé, un autre alésage, celui-ci de section carrée, reçoit l'axe de l'outil, que l'on emmanche de force à la manière d'un bouton-pression de vêtement. L'élasticité du mécanisme est obtenue grâce à une petite bille protubérante d'une des quatre faces planes de l'axe, poussée par un ressort, et qui s'engage dans une rainure transversale de l'alésage lors de l'enclenchement, et ainsi maintient la douille à l'outil. L'axe de l'outil peut être d' ¼ de pouce de côté (« radio »), de ⅜ de pouce (« junior » le plus courant), d' ½ pouce (« standard »), de ¾ de pouce (« camion »), ou d' 1 pouce (« mammouth ») dans le cas des grosses douilles pour travaux sur machinerie lourde. La taille de cet axe n'a pas été adaptée au système métrique et le système américain de la SAE demeure le standard.
Les douilles existent aussi en empreintes Torx ou XZN (aussi nommées « carré triple » car formées à partir de 3 carrés décalés de 120 degrés). Des embouts mâles hexagonaux, Torx, XZN, plats ou cruciformes peuvent aussi être adaptés sur les cliquets. On trouve aussi des manches dynamométriques (à indication de couple ou à limitation de couple) permettant, avec une douille, de former une clé dynamométrique.
Le manche à cliquet est souvent fourni accompagné d'accessoires tels que des rallonges d'axe, un cardan, un levier sans cliquet, un manche tournevis (pour la série « radio ») ou un vilebrequin (pour les séries plus grosses), un ou des adaptateurs permettant d'utiliser des douilles plus petites (douilles « junior » sur manche standard par exemple).
Le bon fonctionnement exige normalement que l'on ne bloque ni ne débloque avec cet outil. L'utilisation est exclusivement dédiée au serrage et au desserrage (avancement et dés-avancement). Il existe cependant chez certains fabricants des variantes de manches et de douilles produisant et supportant (respectivement) les chocs et les couples de blocage ou déblocage importants. Il existe des clés à choc pneumatique ou bien même électrique.

### Clé à molette

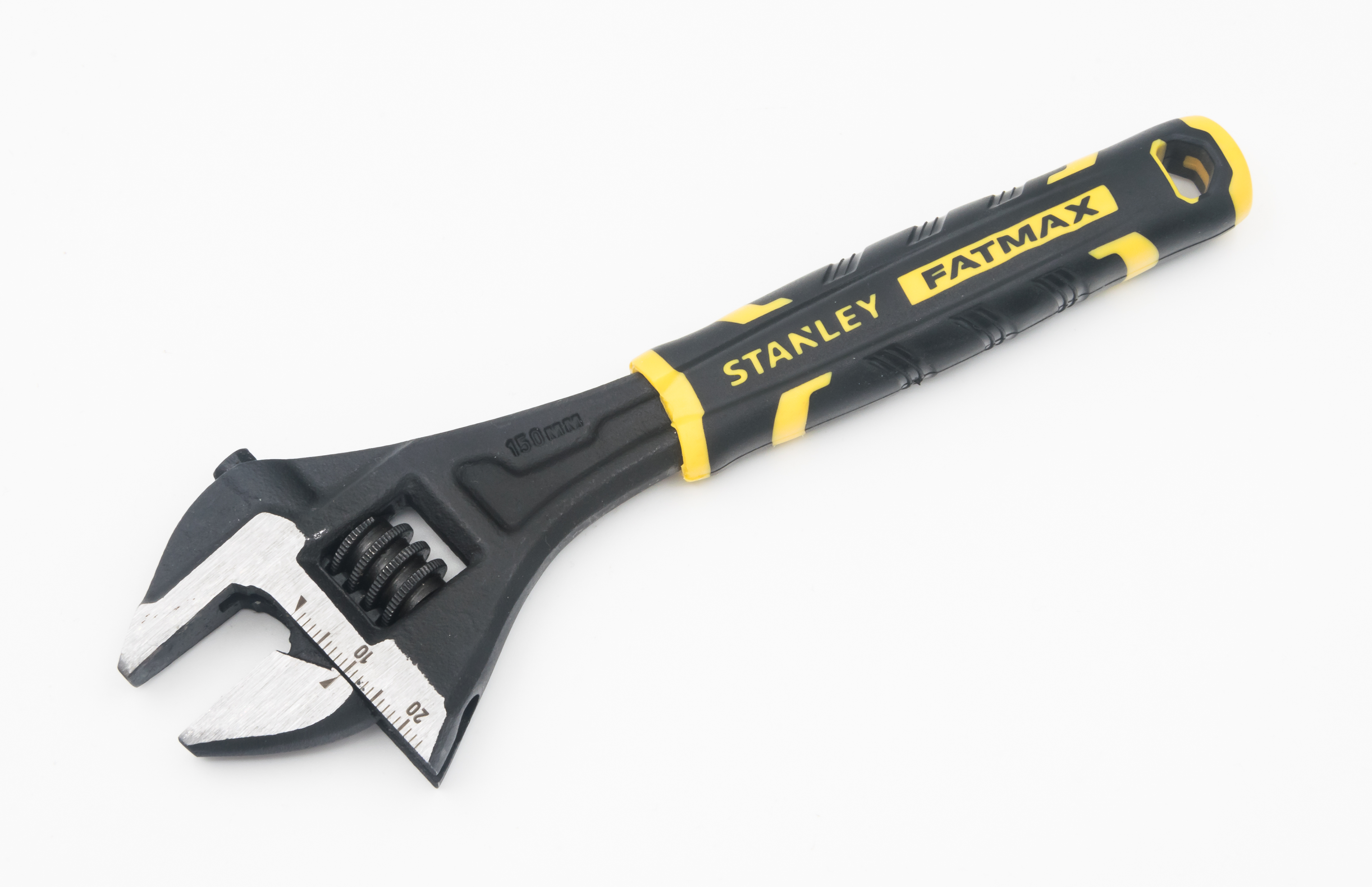
Une clé à molette perfectionnée avec graduation millimétrique et manche isolé, en polymère antistatique.

La clé à molette est un outil pratique dont l'ouverture est adaptable à la tête de la vis ou de l'écrou, outil polyvalent inventé et breveté en 1891 par Johan Petter Johansson. Lorsque ce mécanicien suédois ouvrit son premier atelier à Enköping en 1886, il n'existait aucun standard ni calibre pour les écrous, boulons et vis, et encore moins pour les outils qui les manipulaient. Les tâches de réparation mécaniques devenaient longues et fastidieuses si on ne disposait pas de jeux de clefs les plus complets possibles, et parfois un casse-tête car il fallait fabriquer un outillage ajusté et adéquat à une machinerie. En 1888, Johansson mit au point une "main de fer", sorte de "clé à tuyau" avec un long manche. Indispensable pour accélérer les réparations, elle abîmait néanmoins les écrous rouillés ou coincés etc. Johansson améliore cet outil polyvalent, en 1891, avec un filet de vis interne qui pouvait ajuster la distance entre les deux dents de la clé quand on le faisait tourner. La clef à molette comporte une mâchoire mobile commandée par une vis sans fin portant la molette de réglage de l'ouverture. Elle est pourvue parfois d'une graduation millimétrique.
- Avantage : cette clé remplace plusieurs clés plates dans les situations les plus courantes, elle est très pratique.
- Inconvénient : le mécanisme de réglage est encombrant, donc la clé ne peut servir lorsque l'espace autour de l'écrou ou de la tête de vis est restreint. De plus, si le réglage est mauvais (serrage insuffisant ou jeu dans les mâchoires de la clé), l'écrou peut être abimé. La clé à molette, très adaptée pour les écrous ou vis à tête carrée, ne convient pas pour les desserrages puissants de têtes hexagonales, car elle ne porte que sur deux plats et comporte toujours un certain jeu et une certaine déformation (réduite en l'utilisant dans le bon sens, effort vers la mâchoire mobile).

#### Histoire des brevets
La clé à molette est une solution technique, qui répond à une préoccupation ancienne d'une clé à module de serrage polyvalent, remplaçant un jeu complet de clefs à écrous.
Un apiculteur américain de Springfield, Solymon Merrick, dépose le 17 août 1835 le premier brevet d'invention sur une clé à largeur de serrage ajustable, ancêtre de la clé à molette et par ailleurs proche par son principe de la clef anglaise des horlogers. De nombreux modèles ont été développés au fur et à mesure des évolutions techniques et des besoins de l'industrie.

### Clé universelle
La clef de Samuel, ou clef universelle, est constituée par une mâchoire en deux pièces, qui pénètrent à enfoncement dans l'extrémité du manche, et dont l'écartement des deux parties est produit par l'action du manche pivotant sur l'une des portions de la mâchoire autour d'un axe, et actionnant par son extrémité taillée à dents l'autre portion. Sa conception répond aux mêmes préoccupations que celle de la clef à molette.

### Clé anglaise

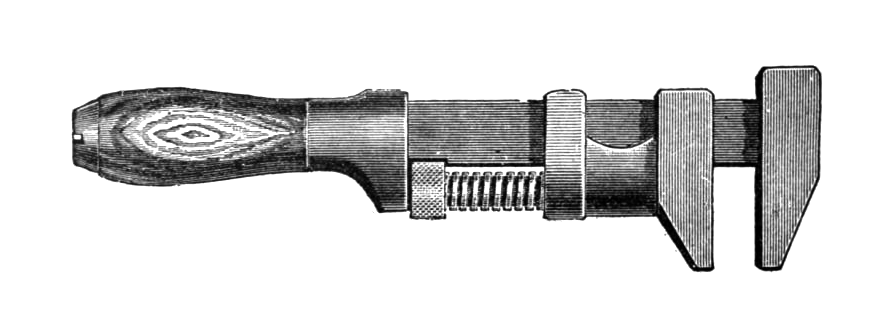
Une clé anglaise.

La clé anglaise (monkey wrench en anglais) comporte une mâchoire mobile sur un système de crémaillère permettant d'adapter l'ouverture sur un mode longitudinal, de manière similaire à la clé à molette avec sa glissière transversale. Cette mâchoire mobile se déplace parallèlement au manche, puisque la crémaillère est fixe le long de celui-ci. L'ouverture des mâchoires droites, perpendiculaires à la longueur de la clé s'opère par ce déplacement : elle est souvent plus facile et plus importante qu'avec une clé à molette.
Il existe des modèles à deux mâchoires symétriques, de part et d'autre du manche, souvent mieux guidées. Il existe aussi des modèles avec un guidage incertain de la mâchoire perpendiculaire, il est possible de les confondre avec une clé à griffe ou clé Stilson présentées dans le paragraphe ci-dessous.
Avec des mâchoires plates, sans rainure ni griffe, et une glissière longitudinale parallèle au manche, associée à une molette fixant et stabilisant l'écartement il existait ainsi diverses gammes de clés anglaises pour la réparation automobile, analogues aux clés Stilson. La petite clef de poche, appelée "King Dick", légère et maniable, incorporait glissière et molette dans son manche relativement trapu en forme de poignée. Ses mâchoires stables une fois placées ne s'ouvraient pas et ne glissaient pas sur l'écrou, ne détériorant point les pans de l'écrou et ne blessant pas les mains de l'opérateur, proche de l'opération. Les autres grosses clés anglaises, avoisinant 28 cm de longueur, pouvaient saisir et tourner sans risque de plus gros écrous ou boulons, par effet de levier.

### Clé serre tube ou clé à griffe

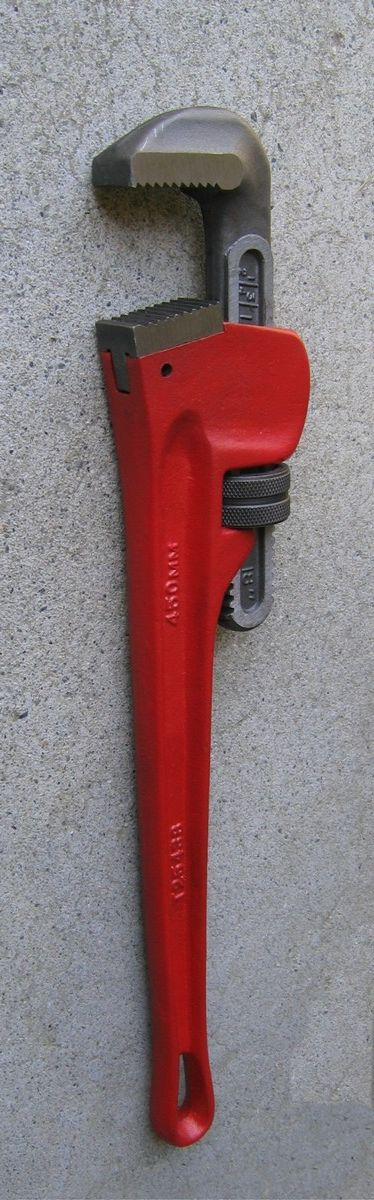
Une clé à griffe à mâchoires fixes.

La clé serre tube, ou clé à griffe, ou clé Stillson, du nom de son inventeur, est une clé de serrage à ouverture variable commandée par une molette et crémaillère. Les mâchoires ont un crantage pour mordre dans le métal, l'outil ne doit donc pas servir sur des têtes hexagonales qu'elle endommage, ni pour les montages fragiles ou soignés. Il en existe deux modèles :
- à mâchoires fixes ;
- modèle Stillson (du nom de l'inventeur), elle possède des mâchoires articulées qui pivotent sous l'effort du serrage et assurent un blocage puissant de la pièce (desserrage par retournement de l'outil).

C'est l'outil de prédilection du plombier et autre tuyauteur, car elle rend possible la saisie d'un objet cylindrique lisse dans le but de le faire tourner sur son axe ; par exemple, un tuyau rigide dont le bout est fileté. C'est aussi la clé de dernière chance pour le mécanicien, car elle permet d'actionner des vis dont la tête est détruite ou manquante.

### Clé à sangle
La clé à sangle s'agrippe sur des surfaces pour lesquelles les autres outils n'ont pas d'accroche (cylindrique) et sans abimer la surface (sur un filetage par exemple). Un frottement statique élevé l'empêche la sangle de glisser.
Les diverses clés à sangle, ainsi que les clés à chaîne peuvent être classées parmi les clés à tuyauter.

### Clé à trois griffes
Utilisé pour dévisser des filtres à huile et autres pièces vissées (tel des bagues de montage de pompe à carburant), ce style de clé vient du domaine mécanique, mais se trouve très utile pour avoir une bonne « agrippe » sur des éléments vissés de trop gros diamètre pour les autres clés (il en est de même pour les clés à sangles).

### Clé à tuyauter
Les clés à tuyauter, qui disposent en principe d'une mâchoire fixe et d'une mâchoire mobile permettant d'ajuster la taille selon l’écrou ou le raccord à manipuler, sont indispensables pour assurer le serrage et le desserrage des raccords de tuyaux.
Elles servent notamment en mécanique à serrer les écrous qui fixent aux cylindres les tuyaux (durites) contenant le liquide de frein.
Concernant les installations relevant de l'art de la plomberie, voire du chauffage ou de l'hydraulique ou de leur maintenance, une clé à tuyauter est l'outil spécifique employé pour serrer ou desserrer les raccords de tuyaux et de vannes, sans les abîmer. Elle permet aussi de réaliser des ajustements sur les tuyaux et accessoires lors de leur pose ou éventuel remplacement. Le choix de la clé à tuyauter dépend évidemment de la taille, du type de raccord ou tuyau à manipuler et des conditions d'accès. Elle se décline en plusieurs variantes, en mentionnant d'abord des clés simples avec ou sans cliquets :
- clés à œil polygonales, droites ou courbées, à six ou douze pans, dites "hexagonale" ou "bi-hexagonale", bien plus maniable qu'une simple clef plate.
- clés à pipe ou à tube, assurant des serrages précis. Son usage est adapté aux raccords de tuyauterie difficile d'accès.
- clef à cliquet[14]. Le mécanisme de cliquet intégré à l'outil facilite les opérations sur les raccords, de petite taille et/ou à écrous hexagonaux, présents dans les zones étroites ou peu accessibles.
- clef à griffe, clef serre-tube ou clé Stillson[17]. Grâce à sa mâchoire mobile et sa mâchoire fixe présentant des dents, cet outil très utilisé en plomberie, dont la longueur est corrélée à sa capacité de serrage permet de saisir le tuyau avec fermeté. Il est adapté en particulier aux tuyaux métalliques et aux raccords filetés.
- clé à sangle ou à courroie. Cet outil de serrage, constitué d'une sangle ou d'une chaine qui vient enlacer le tuyau, est adapté aux tuyaux et raccords de grande taille ou surtout aux matériaux fragiles, comme les tubes en PVC. Son emploi est commun pour les canalisations d'eau et autres équipements sanitaires.
- clef à molette. Il s'agit ici d'une clef polyvalente principalement pour les travaux légers et ponctuels, en particulier les écrous hexagonaux et raccords de petite taille.

### Clé lavabo
Type de clé utilisée par les plombiers pour accéder à des écrous dans des lieux exigus et/ou difficiles d’accès. Elle se compose d'une tête de serrage formée d'une pièce en croissant munie de crans sur la face intérieure et d'une pièce articulée sur la première et permettant un auto-serrage. La clé possède un long manche articulé permettant d'utiliser l'outil dans toutes les positions. À son extrémité le manche possède une croix améliorant la prise en main et permettant de forcer.

## Origine du mot et histoire commune à ces outils
Le substantif féminin clef ou clé, prononcé de façon semblable "clé", provient de l'ancien français clef, signifiant en premier lieu vers 1100 un instrument de métal pour serrer un dispositif ou ouvrir/fermer une porte. Notons que les diminutifs féminins clavete ou clavele, soit une "petite clef" ou une "clavette", sont attestés plus tardivement, vers 1160 dans la chronique des ducs de Normandie de Benoît de Sainte-Maure pour le premier, dans le roman du Saint Graal en 1220 pour le second.
Le terme d'ancien français clef est une adaptation du mot latin clavis en passant par le cas régime clavem, qui indique globalement un instrument de métal servant à ouvrir ou à serrer. Le dictionnaire Gaffiot donne quatre acceptions possibles pour le mot latin : 
- i) clef de serrure
- ii) barre de fermeture
- iii) verge de fer servant à faire tourner le trochus (cerceau de fer employé dans certains jeux antiques)
- iv) barre de pression.

Le mot français médiéval clef est de la même famille que le vieux verbe français claver, signifiant "fermer à clef", les verbes enclaver et désenclaver, claveter et déclaveter, ou des mots communs clavette (diminutif originel de clef), clavier (au sens d'une réunion ou assemblage de clés, puis de touches), claveau, enclave, claviste etc. voire des composés comme clavicorde ou clavecin. Le diminutif du latin médiéval clavis à laissé clavicule et cheville en anatomie, mais aussi le mot cheville et le verbe cheviller, par exemple pour les charpentiers, luthiers etc.
L'évolution de l'emploi technique du mot, en dehors du premier sens confiné à la serrurerie, confirme le passage d'un instrument à un outil. Vers les années 1266-1267, il s'agit par exemple d'un instrument servant à tendre une arbalète. Vers 1401, les comptes de la Ville d'Amiens dévoile un outil servant à ouvrir ou fermer, verrouiller ou rendre accessible, serrer ou desserrer, en particulier applicable à un robinet. En 1680, la clef à viole, adaptée à la viole, instrument à cordes encore fort prisé au Grand siècle, est un outil analogue à une clef à vis, pour régler la tension des cordes. Néanmoins, la clef incorporée dans les instruments à vent modernes correspond à un mécanisme qui permet d'ouvrir ou de fermer les trous et donc de modifier la longueur de la colonne d'air vibrante caractéristique d'une hauteur du son.
La clé à foin est une planchette de bois pointue, véritable outil présentant une large face plane percée d'un ou deux trous, orifices prévus pour le passage ou glissement de corde qui maintient les volumineuses charges de foin ou regain sur un chariot, une charrette ou un bât de portage animal. Ce cordage arrimé et serré par cette clé résistante et légère peut être associé avantageusement à un filet ou réseau de fines cordelettes plus ou moins dense, voire une grande toile usagée qui enserre les charges de fourrage.
Le vocabulaire ancien de la charpente garde moult acceptions primitives et polysémiques : la clef peut désigner un petit coin en bois servant à réunir ou à serrer les moises ou une petite cheville carrée, en bois dur, qui maintiennent des assemblages. Plus gros, cela peut être une pièce de bois boutée par deux décharges consolidant une poutre. L'héritage cumulé des charpentiers et des forgerons se retrouve dans la construction de machines de pressage, d'abord pour le monde agricole ou viticole, puis à l'usage de l'imprimerie ou de la papeterie : La "clé de pression" est une grosse vis en bois ou en fer qui sert à serrer le plateau d'une pressoir. Les machines hydrauliques avec les nécessaires transmissions de force n'échappent à ce vocabulaire commun : une clé est une grosse clavette en fer fixant la tête d'une bielle, que celle-ci soit alors en bois dur ou déjà en métal.
Dans le "dictionnaire technologique" paru de 1822 à 1835, le mathématicien Francœur décrit en guise d'introduction les clefs d'horlogerie et ses variantes, d'abord la clef à trou carré adapté au calibre de l'axe pour remonter le ressort du mécanisme principal d'une montre, d'une pendule ou d'une petite horloge, ensuite les "clefs à l'ivrogne", permettant un mouvement continu de remonte, à l'instar des luxueuses réalisations de l'horloger Abraham Louis Breguet, enfin les clés à manivelle conçues pour remonter les gros mécanismes. Ainsi explique-t-il le principe commun des clefs quadrangulaires des autres métiers mécaniques, la tige forée au carré permettant de saisir un axe carré, notamment :
- les clefs des accordeurs de piano
- les clefs des charrons ou carrossiers, serrant les écrous des essieux, permettant de tourner les roues et pignons des crémaillères, de bander les soupentes pour porter les caisses des voitures etc.
- les clefs des fontainiers, faisant tourner les robinets des regards
- les clefs à vis des menuisiers pour assembler ou monter les bois de lit etc.

La Grande encyclopédie dirigée par Marcellin Berthelot réserve le mot, sous une acception limitée de technologie rédigée par l'ingénieur civil Louis Knab, répétiteur à l'école centrale des arts et manufactures (École centrale Paris), à un grand nombre d'outils (dixit "types de clefs"), qui servent à déterminer le serrage d'une pièce tournant autour d'une autre, par exemple écrous, boulons ou divers tuyaux, à tourner les robinets dans leurs boisseaux, à régler le tirage d'un poêle etc. La clef à écrous, droite ou en forme de S, composée d'une mâchoire échancrée intérieurement suivant le contour polygonal de l'écrou (ou par défaut d'une fraction de contour) et montée sur une soie qu'on peut saisir à main, paraît la plus simple et la plus ancienne, selon l'ingénieur Knab. Les clefs coudés pour essieux à graisse et essieux patent des voitures, en usage chez les charrons-carrossiers, obéissent aux mêmes principes. La clef des fontainiers est un outil en forme de T qui porte une douille permettant d'ouvrir ou de fermer les robinets des bouches de distribution d'eau. La clef de poêle ou de cheminée, installée par les fumistes, est une plaque de tôle qui a la même forme que la section du tuyau ou du conduit, et qu'un opérateur peut faire tourner au moyen d'une tige à poignée formant saillie à l'extérieur du conduit, réglant ainsi le tirage.
Il reste que des acceptions anciennes, différentes de celle d'un outil, ont été maintenues par divers champs de la technique. Par exemple, à la fin de la Belle Époque, les techniciens experts en sondage emploient la clé de retenue, c'est-à-dire un canal dans lequel glisse une tête de sonde, ainsi que la clé de relevée, qui est une tige à anneau servant de tête de sonde dans le forage des trous de sondage. De même, dans le domaine de l'électricité, la clé désigne une pièce métallique servant à établir le contact dans divers appareils, tels que boîtes de résistance, interrupteurs, condensateurs etc.
Marcel Lachiver, spécialiste de l'ancien monde rural, distinguait, a contrario des principaux dictionnaires Larousse, Le Robert etc., deux significations principales, une commune aux arts en général et une autre propre à des métiers : 
- Dans le premier cas, la clef sert à ouvrir, fermer, serrer, détendre, monter et remonter des instruments, des machines, des appareils. Il donne trois exemples différents : clef d'un robinet, clef d'un poêle, clef d'un pressoir. Il est évident que les outils des arts mécaniques, à l'instar des clefs d'horloge ou de pendule, s'y rattachent.
- À un second registre spécifique de métiers, la clef sert à fixer, tenir ferme, voire élargir et mettre en forme. Il donne deux exemples concernant le travail du cuir, la clef de forme , morceau de bois que le cordonnier fourre dans une forme brisée pour élargir le soulier, et la clef d'embouchoir, morceau de bois mis dans l'embouchoir pour élargir les bottes, de l'artisan bottier.

Les auteurs qui mentionnent avec aisance quelques outils de l'art mécanique décrits dans cet article cherchent à valoriser l'intelligence de la main, et le développement cognitif et intellectuel associé aux travaux manuels. Ainsi l'écrivain philosophe Matthew Crawford, animant, en bleu de mécano, un petit atelier de réparation ou d'entretien de motos, ne se prive pas de faire L'éloge du carburateur, le sociologue Richard Sennett, poursuit ses études de longue haleine sur le travail manuel et l'artisanat au long des siècles, l'éditrice Laurence Decréau amenée par sa fonction à enquêter sur les formations et métiers en France, a été stupéfaite de découvrir le remarquable et constant mépris littéraire français envers les tâches mécaniques, qu'elle croyait d'un autre âge, et s'est attelé à la revalorisation des métiers techniques en écrivant deux rapports en diptyque, Éloge de la clé de 12, et Tempête sur les représentations du travail.
L'écrivain Primo Levi semble nous rappeler avec son recueil de petites nouvelles romancées, intitulé "La chiave stella" (littéralement La clé étoile) et traduit en français par "La Clef à molette" que l'essor des techniques, nées en différents lieux et temps sur la planète, se continue inlassablement avec des ouvriers, techniciens et hommes de l'art, tel que son personnage Faussone, modeste opérateur technique en charpente métallique, marquant la plupart des discussions, et racontant avec une faconde italienne, ses interventions décisives sur un terrain concret, parfois simplement correctrices d'erreurs humaines, grimpant sur plate-forme et autres pylônes sous les étoiles, aux quatre coins du monde.